# Schlangen
Schlangen è una città di 9 276 abitanti della Renania Settentrionale-Vestfalia, in Germania.
Appartiene al distretto governativo (Regierungsbezirk) di Detmold e al circondario (Kreis) della Lippe (targa LIP).